# رمون
رمّون بلدة فلسطينية، تقع إلى الشمال الشرقي من مدينة رام الله وتتبع محافظة رام الله والبيرة، وتبعد عنها 15 كم، ترتفع 780 م عن سطح البحر، يصلها طريق داخلي يربطها بالطريق الرئيسي طوله 1.4 كم، سماها الرومان (رمون) ونفسها بالفينيقية والآرامية والسريانية، وجمعها (رُمَانَه) اسم إله سامي مشترك وهو إله العاصفة والرعد.
تبلغ مساحة أراضيها 30,043 دونم، وتحيط بها أراضي قرى دير دبوان، والطيبة وعين يبرود. قدر عدد سكانها عام 1922 حوالي (703) نسمة، وفي عام 1945 (970) نسمة، وفي عام 1967 كان (1200) نسمة، وفي عام 1987 زاد إلى (1800) نسمة، أما في عام 1996 ارتفع إلى (2,200) نسمة، ويقدر عدد سكانها عام 2005 4,000 نسمة في الداخل، ويزيد عن 10,000 نسمة في الولايات المتحدة الأمريكية وحدها.
يحيط بها ثلاث خرب تحتوي على مواقع أثرية هي خربة الفصول خربة الكليلة وخربة العليا. صادرت سلطات الاحتلال جزءا من أراضيها وأقامت عليها عام 1980 مستعمرة ريمونيم.

## السكان
سكان القرية جميعهم عرب مسلمين يعتقد أنهم قد جاءوا إلى القرية من شبه الجزيرة العربية تحديدا من مدينة تيماء الحجاز واستقروا في رمون، حيث أن أرضها زراعية خصبة ، واستوطنوا فيها وعملوا في الزراعة وتربية الماشية وهي إحدى أربعة قرى متجاورة تسمى بني سالم ، وهي رمون والطيبة ودير جرير وكفرمالك .
يوجد في القرية مسجد قديم تم بناءه عام 619 للهجرة ،وهو مسجد عبد الرحمن بن عوف، وقد تمت عملية إعادة اعماره عدة مرات.و يوجد فيها اشجار زيتون يتجاوز عمرها 2000سنة. 
تعرضت القرية قرابة عام ( 1800 م) إلى نزاع عائلي كبير فيما يسمونه أهل القرية بـ( جلوة كلب العطياني ) ادى إلى جلوة اهلها وشتاتهم في الأردن وفلسطين وبعد فترة عاد إليها من عاد وبقي من بقي. 
كان عدد سكان القرية في سنة 1922 حوالي ( 703 ) نسمة وفي عام 1962 حوالي (1800 ) نسمة ويبلغ عدد السكان حاليا حوالي 
( 4000 ) نسمة وحوالي ( 15000 ) نسمة في المهجر خاصة في الولايات المتحدة الأمريكية والأردن . 

## الإعتداءات الإسرائيلية
تعاني قرية رمون من العديد من الانتهاكات منها، مهاجمة المستوطنين أطراف القرية والاعتداء على المزارعين والمواطنين بالحجارة وسط تهديدات بالقتل، وتعاني من اعتداءات المواطنين على مساكن المواطنين تحت حماية قوات الاحتلال الإسرائيلي، وإقامة مستوطنة ريمونيم على أراضي القرية وأراضي القرى المجاورة، وإخطار العديد من المنازل بوقف المنازل والهدم.[بحاجة لمصدر]